# Austra (gruppo musicale)
Gli Austra sono un gruppo musicale elettronico canadese, formatosi a Toronto nel 2009.

## Storia
Al suo esordio la formazione, composta da Katie Stelmanis, (voce e fondatrice del gruppo), Maya Postepski (cofondatrice dei Trust) e Dorian Wolf (degli Spiral Beach), suona dal vivo sotto il nome Private Life. Scoperto che veniva già utilizzato da un altro gruppo, decidono di cambiarlo in Austra, nome della dea della luce nella mitologia lettone. Alla formazione originale si aggiungono in seguito le coriste gemelle, Sari e Romy Lightman, provenienti dai Tasseomancy, e il tastierista Ryan Wonsiak, proveniente dagli Ze And The Boyfriends.
L'album di debutto degli Austra, Feel It Break, viene pubblicato il 17 maggio 2011 dalla Paper Bag Records. Il 6 luglio 2011, l'album si posiziona tra i finalisti al Polaris Music Prize, ma il premio viene vinto dagli Arcade Fire, con l'album The Suburbs. Feel It Break riceve comunque buone critiche, in particolare, il Toronto Star e New York lo definiscono il miglior album del 2011, Stereogum definisce gli Austra "una band da tenere d'occhio".
Alla fine del 2011 viene distribuita un'edizione "deluxe" di Feel It Break, con in allegato un secondo CD contenente le b-side dei singoli, più altri inediti mai pubblicati.
Il loro secondo album, Olympia, viene pubblicato il 18 giugno 2013. Il primo singolo tratto dall'album è Home, distribuito il 7 marzo 2013, seguito dal secondo, Painful Like, il 30 maggio 2013, brano già eseguito precedentemente dal vivo.
Nell'ottobre 2016 il gruppo ha pubblicato il videoclip del brano Utopia. Nel gennaio 2017 viene diffuso il terzo album del gruppo, Future Politics, accompagnato dalla "title track" diffusa come singolo.

## Formazione

### Formazione attuale
- Katie Stelmanis – voce, tastiere (2009—presente)

### Ex componenti
- Maya Postepski – batteria, voce secondaria (2009—2017)
- Dorian Wolf – basso (2009—2018)

### Ex turnisti
- Sari e Romy Lightman – cori (2011—2013)
- Ryan Wonsiak – tastiere (2011—2018)

## Discografia

### Album
- 2011 - Feel It Break
- 2013 - Olympia
- 2017 - Future Politics
- 2020 - HiRUDiN

### EP
- 2011 - Sparkle
- 2014 - Habitat

### Album di remix
- 2020 - HiRUDiN REMiXED

### Singoli
- 2010 - Beat and the Pulse
- 2011 - Lose It
- 2011 - Spellwork
- 2013 - Home
- 2013 - Painful Like
- 2013 - Forgive Me
- 2014 - Hurt Me Now
- 2014 - Habitat
- 2016 - Utopia
- 2016 - Future Politics
- 2017 - I Love You More Than You Love Yourself
- 2017 - Change the Paradigm
- 2020 - Risk It
- 2020 - Anywayz
- 2020 - Mountain Baby
- 2020 - I Am Not Waiting